# Amélie Daubigny
Amelie Daubigny, född 1793, död 1861, var en fransk konstnär.
Hon är främst känd för sina miniatyrporträtt. Hon var gift med Pierre Daubigny (1793–1858) och elev till Louis-Francois Aubry och Jean-Pierere Granger. Hon ställde ut på Parissalongen 1831–1844.
Hon är representerad på Nationalmuseum i Stockholm. 